# Juho Kautto
Juho Heikki Kautto, född 23 juli 1971 i Äänekoski, är en finländsk politiker (Vänsterförbundet). Han är ledamot av Finlands riksdag sedan 2019. Kautto är trädgårdsmästare.
Kautto blev invald i riksdagen i riksdagsvalet 2019 med 3 866 röster från Mellersta Finlands valkrets.